# Rodacherbrunn
Rodacherbrunn ist eine Ansiedlung der Stadt Wurzbach im Saale-Orla-Kreis in Thüringen.

## Geografie
Die Ansiedlung Rodacherbrunn liegt auf einer grasbewachsenen kupierten Hochebene rundum mit Wald bewachsen. Verkehrsmäßig ist der Weiler mit der Landesstraße 1095 von Bad Lobenstein nach Nordhalben verbunden. Außerdem besteht noch Verbindung nach Brennersgrün auf der Landesstraße 2373. Die Rodach entspringt in der Gemarkung bei 690 m ü. NHN am Rennsteig und fließt in den Main.

## Verkehr
Im Fahrplanjahr 2017/18 ist Rodacherbrunn durch folgende Linien an den ÖPNV angebunden:
- Linie 612: Weitisberga – Wurzbach – Rodacherbrunn – Titschendorf
- Linie 640: Bad Lobenstein – Neundorf – Rodacherbrunn – Titschendorf – Blankenstein

Alle Linien werden von der KomBus betrieben.

## Geschichte
Am 30. April 1570 war die urkundliche Ersterwähnung von Rodacherbrunn.
Im Jahr 1806 zog Napoleon mit seinen Truppen durch den Ort und soll im damaligen Wirtshaus, dem Rennsteigkasino, übernachtet haben. Er pflanzte dabei eine Linde, die noch heute steht. Auf seinem Rückzug durch den Ort legte er zahlreiche Häuser in Brand, darunter auch das einzige Wirtshaus, das im Jahr 1845 wieder aufgebaut wurde.